# برونو ويبر (مهندس معماري)
برونو ويبر (و. 1931 – 2011 م) هو مهندس معماري، ونحات سويسري، ولد في ديتيكون، توفي عن عمر يناهز 80 عاماً.